# Dawarblandong
Dawarblandong is een bestuurslaag in het regentschap Mojokerto van de provincie Oost-Java, Indonesië. Dawarblandong telt 2345 inwoners (volkstelling 2010).